# Sussie af Rosenborg
Hendes Excellence Sussie Hjorhøy grevinde af Rosenborg eller blot Sussie Hjorhøy af Rosenborg (født Sussie Hjorhøy Pedersen den 20. februar 1950 på Østerbro i København) er uddannet jurist og har gennem flere år drevet advokatvirksomheden Sussie Hjorhøy Rosenborg. Grevinden har prædikat af Excellence eftersom hun tilhører rangklasse 1,1.
Hun blev gift med Hans Excellence Ingolf greve af Rosenborg den 7. marts 1998 på Egtved Rådhus, og blev derved grevinde af Rosenborg. De bor i Det hvide Palæ ved Egtved.